# 기독교방송 성우극회
기독교방송 성우극회(基督敎放送 聲優劇會)는 대한민국의 기독교방송 공채(공개 채용)와 소수 특채(소수 특별 채용)에 합격한 성우들이 소속된 극회이다.

## 개요
1955년부터 성우를 모집했으나 1980년 전두환 정권의 언론통폐합으로 인해 한국방송 성우극회에 통합되었다, 언론통폐합 이후 1976년 입사한 CBS 공채 11기까지의 성우는 유일하게 남은 단 1명만 제외하고는 나머지 성우들 모두 한국방송 성우극회 손에 사실상 죄다 빼앗겼다. 1981년, CBS는 다시 특채 제2기 성우부터 재시작하여 1994년 공채 18기 성우를 모집하였고, 성우들은 몇 명의 성우들을 제외하고는 전부 활동을 하지 않고, 별도로 CBS 성우극회 홈페이지는 없다.

## 소속 성우
| 기수 및 연도      | 남자 성우                                                          | 여자 성우                                 |
| ----------------- | ------------------------------------------------------------------ | ----------------------------------------- |
| 1기(1955년)       | 김기갑, 故 김재형, 故 이우형, 故 주상현, 故 최길호                 | 김복희, 김옥희, 서계영, 故 정은숙, 천선녀 |
| 2기(1956년)       | 故 김성원, 김영배, 故 김인태, 故 류기현, 정근우,                   | 임옥영                                    |
| 3기(1957년)       | 故 김형진, 이승길, 故 이진수,                                      | 유병희                                    |
| 4기(1958년)       | 故 김호정, 故 이치우, 故 최정훈                                    | 故 전계현                                 |
| 5기(1960년)       | 故 김평호, 맹관영, 故 문오장, 故 이승조, 故 정건우, 주일청, 황일청 | 김영옥, 전원주, 오현주, 최선자, 황화자    |
| 6기(1963년)       | 故 송재언, 최병학                                                  | 김선희                                    |
| 7기(1966년)       | 故 권성준, 김봉근, 양택조, 故 장형일, 전세권, 정정길               | 박윤아, 서승현, 정영숙                    |
| 8기(1967년)       | 故 김동수, 나성균, 故 이광세                                       | 김애숙                                    |
| 9기(1969년)       | 국중호, 故 신국, 임동철, 장연교, 정대홍, 한인수                    | 김형자, 양정화,허옥숙                     |
| 특채 1기(1972년)  | 김기섭, 김정호, 양재성, 故 이병철, 이상익, 이인철                  | 곽정희, 남현경, 문학천, 박정수, 하미혜    |
| 10기(1973년)      |                                                                    | 박은숙, 이경진, 이정숙                    |
| 11기(1976년)      |                                                                    | 이상춘, 송연희                            |
| 당시 12기(1978년) | 이봉준, 나한일, 임효택, 윤병화                                     |                                           |
| 특채 2기(1981년)  | 김익태, 순동운, 윤헌길, 故 최연식                                  | 주부진                                    |
| 12기(1982년)      | 강용기, 김현우                                                     | 정영금                                    |
| 13기(1983년)      | 도용구, 장광복, 유재근                                             | 이은경, 이재경                            |
| 14기(1985년)      | 김수중, 남병곤                                                     | 지미애                                    |
| 15기(1987년)      | 이대영, 김형일                                                     | 최덕희                                    |
| 16기(1988년)      | 민응식                                                             | 김은정, 박정숙, 임성민                    |
| 17기(1991년)      | 이병조, 천세권                                                     | 김병림, 김수진, 김태현                    |
| 18기(1994년)      | 문태수,박호조                                                      | 송민정, 진영                              |

## 같이 보기
- 한국성우협회